# Gustavo Bontadini
Gustavo Bontadini (* 27. März 1903 in Mailand; † 12. April 1990 ebenda) war ein italienischer Philosoph und gilt als einer der Hauptvertreter des Neuthomismus im 20. Jahrhundert. Von 1951 bis 1973 hatte er die Professur für Theoretische Philosophie an der Katholischen Universität vom Heiligen Herzen in Mailand inne. Zu seinen Schülern werden Angelo Scola, Emanuele Severino und andere italienische Intellektuelle gezählt.

## Biografie
Schon während seiner Gymnasialzeit begann sich Gustavo Bontadini für Philosophie zu interessieren, da er die Notwendigkeit verspürte, seinen christlichen Glauben mit dem modernen Denken zu versöhnen. Nach seinem Diplom 1921 schrieb er sich deshalb an der jüngst gegründeten Katholischen Universität vom Heiligen Herzen in Mailand ein, die damals noch nicht vom italienischen Staat rechtlich anerkannt war. Bontadini wurde 1925 promoviert – als erster Absolvent der Universität. Seine Dissertation Il mio contributo alla metafisica dell'esperienza wurde 1938 mit dem Titel Saggio di una metafisica dell'esperienza publiziert.
1940 wurde Bontadini auf eine Stelle als Professor an der Universität von Urbino berufen, bis er 1947 den Lehrstuhl für Theoretische Philosophie an der Universität Pavia erhielt. Hier traf er seinen bekanntesten Schüler Emanuele Severino. Aus dieser Zeit stammen einige Publikationen: Studi sull'idealismo (1942), Dall'attualismo al problematicismo (1946), Studi di filosofia dell'età cartesiana (1947).
Im Jahr 1951 wurde er Professor für Theoretische Philosophie an der Katholischen Universität vom Heiligen Herzen, wo er studiert hatte. In den Jahren als Professor in Mailand erschienen folgende Werke von Bontadini: Dal problematicismo alla metafisica (1952), Conversazioni di metafisica (1971), Appunti di filosofia (1972).
1973, als er das 70. Lebensjahr erreicht hatte, übergab er den Lehrstuhl für Theoretische Philosophie an Sofia Vanni Rovighi. Bis 1978 führte er seine Lehrtätigkeit an derselben Universität weiter. Seine letzten Jahre verbrachte Gustavo Bontadini zurückgezogen und starb in seinem Haus in Mailand am 12. April 1990.

## Hauptwerke
- Saggio di una metafisica dell'esperienza, Milano, Vita e pensiero, 1938.
- Studi sull'idealismo. Serie prima (1923-1935), Urbino, A. Argalia, 1942.
- Dall'attualismo al problematicismo. Studii sulla filosofia italiana contemporanea, Brescia, La scuola, 1945.
- Studi sulla filosofia dell'età cartesiana, Brescia, La scuola, stampa 1947.
- Dal problematicismo alla metafisica. Nuovi studi sulla filosofia italiana contemporanea, Milano, Marzorati, 1952.
- Indagini di struttura sul gnoseologismo moderno. I. Berkeley, Leibniz, Hume, Kant, Brescia, La scuola, 1952.
- Il compito della metafisica, Bontadini e altri, Milano, Fratelli Bocca, 1952.
- Studi di filosofia moderna, Brescia, La scuola, 1966.
- Conversazioni di metafisica, 2 voll., Milano, Vita e pensiero, 1971.
- Metafisica e deellenizzazione, Milano, Vita e pensiero, 1975.
- Appunti di filosofia, Milano, Vita e pensiero, 1996. ISBN 88-343-3680-1

Anm. d. Verf.: Noch kein Werk von Gustavo Bontadini wurde bis jetzt ins Deutsche übertragen.
| Personendaten    | Personendaten           |
| ---------------- | ----------------------- |
| NAME             | Bontadini, Gustavo      |
| KURZBESCHREIBUNG | italienischer Philosoph |
| GEBURTSDATUM     | 27. März 1903           |
| GEBURTSORT       | Mailand                 |
| STERBEDATUM      | 12. April 1990          |
| STERBEORT        | Mailand                 |